# University of Colorado Boulder

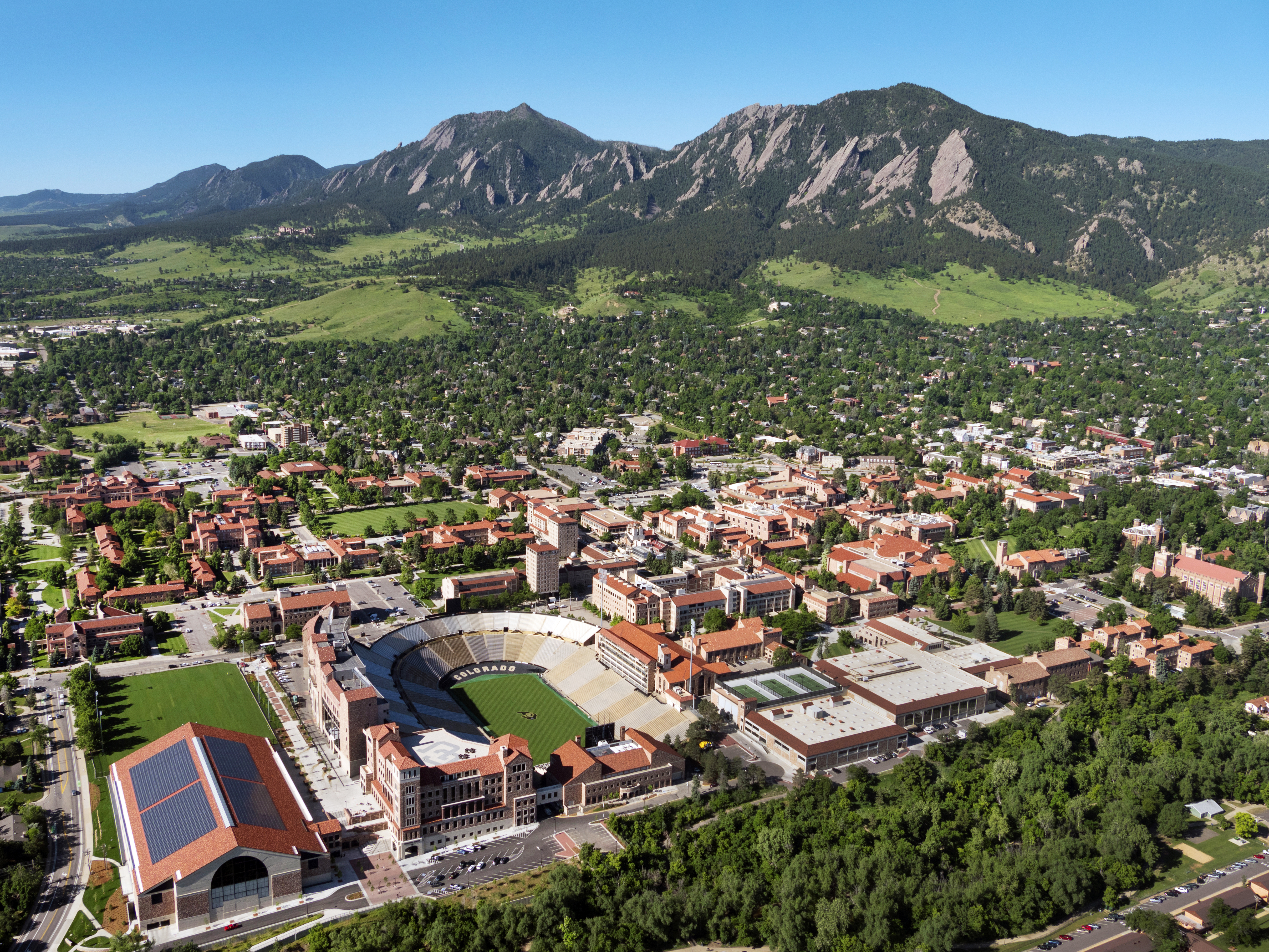
Universitetets campus vid foten av Klippiga bergen.

University of Colorado Boulder är ett universitet beläget i Boulder, Colorado, USA. Universitetet, som ofta benämns “CU - Boulder”, grundades 1876, har ca 27.000 studenter och ingår i Association of American Universities, en sammanslutning av de mest ansedda amerikanske forskningsuniversiteten.
Universitetet representeras i idrottssammanhang av Colorado Buffaloes (vanligen ”Buffs”) som tävlar  i 17 olika grenar, av vilka kan nämnas alpin skidsport, längdskidåkning, amerikansk fotboll, basket, baseball och golf. Colorado Buffaloes har vunnit 28 nationella mästerskap, varav 20 inom skidport.
Universitetet ligger vid foten av Klippiga bergen, och anses av många vara ett av de allra vackrast belägna universiteten i USA. 
Bland kända alumner kan nämnas Robert Redford, Glenn Miller, Judy Collins, Trey Parker och Matt Stone. Universitetet är associerat med 12 nobelpristagare och 20 astronauter.